# Larry Cannon
Lawrence T. Cannon, detto Larry (Filadelfia, 12 aprile 1947 – Fort Myers, 29 maggio 2024), è stato un cestista e allenatore di pallacanestro statunitense, professionista nella ABA e nella NBA.

## Carriera
Venne selezionato dai Chicago Bulls al primo giro del Draft NBA 1969 (5ª scelta assoluta).

## Palmarès

### Giocatore
- Campionato ABA: 1

Indiana Pacers 1972
- All-ABA Team: 1

Second Team: 1971

### Allenatore
- EBA Coach of the Year (1976)